# Думбревень (Бістріца-Несеуд)
Думбревень, Думбревені (рум. Dumbrăveni) — село у повіті Бистриця-Несеуд в Румунії. Входить до складу комуни Чичеу-Джурджешть.
Село розташоване на відстані 356 км на північний захід від Бухареста, 42 км на північний захід від Бистриці, 63 км на північний схід від Клуж-Напоки.

## Населення
За даними перепису населення 2002 року у селі проживали 765 осіб, усі — румуни. Усі жителі села рідною мовою назвали румунську.